# شابات روشفورت
شابات روشفورت (بالفرنسية: Les Demoiselles de Rochefort)‏ هو فلم موسيقي أُصدر في 1967. الفيلم تولّت وارنر برذرز توزيعه، وهو من إخراج جاك ديمي الذي تولّى كتابة السيناريو أيضًا.

## القصة
تقع أحداث الفيلم في فرنسا.

## طاقم التمثيل
- كاترين دينوف
- Georges Blaness  [لغات أخرى]‏
- Geneviève Thénier  [لغات أخرى]‏
- Don Burke  [لغات أخرى]‏
- Claudine Meunier  [لغات أخرى]‏
- Henri Crémieux [الإنجليزية]‏
- Jacques Revaux [الإنجليزية]‏
- José Bartel  [لغات أخرى]‏
- Claude Parent  [لغات أخرى]‏
- آن جيرمان  [لغات أخرى]‏
- جاك بيرين
- جورج تشاكيريس
- Françoise Dorléac [الإنجليزية]‏
- كريستين ليغراند  [لغات أخرى]‏
- ميشيل بيكولي
- دانييل داريو
- جين كيلي
- غروفر دالي  [لغات أخرى]‏
- Romuald Figuier [الإنجليزية]‏

## وصلات خارجية
- شابات روشفورت على موقع IMDb (الإنجليزية)
- شابات روشفورت على موقع روتن توميتوز (الإنجليزية)
- شابات روشفورت على موقع نتفليكس (الإنجليزية)
- شابات روشفورت على موقع ألو سيني (الفرنسية)
- شابات روشفورت على موقع Turner Classic Movies (الإنجليزية)
- شابات روشفورت على موقع أول موفي (الإنجليزية)
- شابات روشفورت على موقع فيلمافينيتي (الإسبانية)
- شابات روشفورت على موقع قاعدة بيانات الأفلام السويدية (السويدية)
- شابات روشفورت على موقع قاعدة بيانات الفيلم (الإنجليزية)
- شابات روشفورت على موقع ليتربوكسد (الإنجليزية)